# Lengenfeld, Tyskland
Lengenfeld är en stad i Vogtlandkreis i förbundslandet Sachsen i Tyskland. Staden har cirka 7 000 invånare.